# Tan Swie Hian
Tan Swie Hian (en chino tradicional, 陳瑞獻; en chino simplificado, 陈瑞献; pinyin, Chén Ruì Xiàn; pe̍h-ōe-jī, Tân Suī-hiàn) (Isla de Halang, Indonesia, 5 de mayo de 1943) es un artista singapurense conocido por su caligrafía china contemporánea, su poesía china y sus esculturas de arte contemporáneo que se encuentran en Singapur y en muchas partes del mundo.

## Biografía
Nacido en Indonesia, Tan emigró a Singapur hacia 1946. Creció dominando el chino y el malayo, y estudió inglés y francés en la Universidad de Nanyang. Comenzó su carrera como agregado de prensa de la embajada francesa en Singapur, tras licenciarse en literatura inglesa en la universidad. Mientras trabajaba como agregado, siguió persiguiendo su pasión por el arte. Su primera incursión en la escena artística de Singapur fue con su primera colección de escritos poéticos titulada The Giant en 1968 y celebró su primera exposición de arte en la Biblioteca Nacional de Stamford Road en 1973. Ese año también se convirtió al budismo; su nueva experiencia espiritual pesó más que su pasión por las artes, lo que le hizo abandonar la pintura durante los cuatro años siguientes. Tan no volvió a pintar hasta que el entonces agregado cultural de la embajada francesa, Michel Deverge, le amenazó con poner fin a su amistad si no volvía a dedicarse al arte. Deverge organizó una exitosa exposición de las nuevas creaciones de Tan en el Museo Paul Gauguin de Tahití. Tras 24 años en la embajada, Tan dejó su puesto para dedicarse al arte a tiempo completo.

### Literatura
Desde su primer poemario, The Giant, en 1968, Tan ha publicado 35 obras de poesía, ensayo y relato. En 1978, Tan fue condecorado con el título francés de Caballero de la Orden de las Artes y las Letras por sus iniciáticas traducciones al chino de obras de Samuel Beckett y del escritor rumano Marin Sorescu. En 1987, recibió el Medallón Cultural de Singapur. En 1998, ganó el Premio Internacional de Poesía Marin Sorescu de Rumanía.

### Pintura
Tan ha sido reconocido como el artista más caro de Singapur tras vender su pintura al óleo y acrílico, When the Moon Is Orbed, por aproximadamente S$3.7 millones en una subasta en Pekín en 2012. En 2014 superó su marca previa después de que su obra de tinta sobre papel de arroz titulada Portrait of Bada Shanren se vendiera por S$4.4 millones.
En octubre de 2014, Tan terminó un cuadro del ex primer ministro Lee Kuan Yew y su difunta esposa Kwa Geok Choo titulado A Couple. El cuadro, que Tan tardó cinco años en terminar, resultó parcialmente dañado por un incendio en 2013. Representa a Lee y Kwa en su juventud, se basa en una fotografía en blanco y negro de 1946 de la pareja en la Universidad de Cambridge, e incorpora en su fondo un poema de Tan escrito en memoria de Kwa. Tan dijo: «Siempre he sentido que [Madam Kwa] era una gran mujer que, a pesar de su inteligencia y capacidad, era también una esposa humilde y dedicada». Una pareja fue adquirida por el coleccionista de arte Wu Hsioh Kwang.

## Controversia
En 2012, el novelista chino Yeng Pway Ngon fue condenado a pagar 10 000 dólares por daños y 20 000 dólares en costas a Tan. Tan había acusado a Yeng de difamarlo en una carta de 2005 que este último había enviado a The Straits Times y al Consejo Nacional de las Artes.